# Спеціальні методи дроблення
Спеціа́льні ме́тоди дро́блення (англ. crushing special methods, нім. Spezialzerkleinerungsverfahren n) — нетрадиційні методи дроблення стиснутим середовищем, електрогідравлічним впливом, термообробкою тощо.

## Руйнування стиснутим середовищем

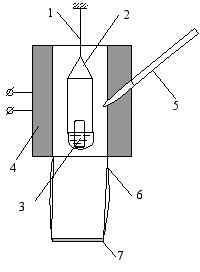
Рис.1 Руйнування стиснутим середовищем: 1 — нитка;
2 — скляна ампула; 3 — шматок; 4 — електропіч; 5 — термометр; 6 — мішок; 7 — пластина.

Процес може бути застосований для титано-магнетитових та азбестових руд, вилучення смарагдів з руди тощо. Процес запропоновано в 1932 році. Його суть полягає в створенні надмірного тиску в шматках матеріалу, що руйнуються, витримці матеріалу під надмірним тиском і різкого скидання тиску. При цьому відбувається вибухове руйнування матеріалу.
Процес може бути використаний для дроблення і подрібнення залізистих кварцитів Південного ГЗК (Криворіжжя), качканарської титано-магнетитової руди, азбестових руд, при вилученні смарагдів з вмісних порід.
При високому тиску газоподібне середовище проникає по тріщинах у шматок. При різкому скиданні тиску газ розширяється і руйнує шматки матеріалу за рахунок різниці тиску всередині грудки і на її поверхні.

### Установка Тімрота
У 1934 році Тімрот (СРСР) запропонував використати пару як руйнуюче середовище. Експериментальна установка наведена на рис.1
При досягненні певної температури тиск пари в ампулі досягає максимального значення. При скиненні ампули на пластину 7 тиск на поверхні шматка руди різко падає. Всередині шматка тиск ще залишається високим. Різниця тиску і визначає процес вибухового руйнування шматка.

Рис.2 Схема установки Снайдера. 1 — завантажувальна камера; 2 — швидкодіючий клапан; 3 — камера руйнування; 4 — трубопровід; 5 — відбійна плита.

### Установка Снайдера
Снайдер запропонував більш довершену установку для руйнування стиснутим середовищем (Рис. 2)
Процес вибухового руйнування в установці Снайдера включає 4 стадії:
- створення і витримка матеріалу під тиском;
- рух матеріалу по трубопроводу — соплу;
- скидання тиску на вильоті матеріалу з трубопровода — сопла;
- удар об відбійну плиту.

У перших двох стадіях забезпечується знеміцнення матеріалу за рахунок попадання газу в тріщини. У подальших — руйнування за рахунок внутрішнього надмірного тиску газу і удару шматка об відбійну плиту. Ступінь дроблення за одну стадію становить 1.5 — 3.
Процес руйнування за рахунок чистого скидання тиску пари знайшов промислове застосування для вилучення (виколювання) смарагдів з вміщаючих порід.
При подрібненні залізняку в установці Снайдера ефективність збагачення зростає на 2-4 %. Для мідних руд — на 1-3 %. При обробці азбесту стиснутим середовищем підвищується вилучення азбесту в концентрат.
Для підвищення продуктивності установки Снайдера (до 90 т/год) можлива організація циклічної роботи декількох (2-8) камер високого тиску. Крупність матеріалу — до 50 мм.

## Руйнування за допомогоюелектрогідравлічного ефекту(ефект Л.А.Юткіна)
Спосіб ЕГЕ запропонований у 1950 році Л. А. Юткіним. Ефект руйнування оснований на високовольтному розряді в рідині. Застосовується при дробленні гірських порід, в металообробці, бурінні, в процесах хімічної технології і інших галузях промисловості.

Рис.3. Схема електрогідравлічної дробарки

При електричному розряді в рідині виділяють 3 основні стадії:
- стрімерну;
- яскравого спалаху;
- дугового розряду.

Стрімерна стадія триває від моменту подачі напруги на електроди до завершення пробою проміжку (декілька мкс).
З закінченням стрімерної стадії опір робочого проміжку різко падає, а струм в ньому різко зростає (на 3-4 порядки вище, ніж у стрімерній стадії) і досягає сотень кА. При цьому канал розряду яскраво світиться, звідси назва стадії — яскравого спалаху.
При значних потужностях джерела енергії розряд зі стадії яскравого спалаху переходить в дуговий.
Руйнування при високовольтному розряді в рідині протікає за рахунок:
- надвисоких гідравлічних ударних хвиль;
- явища кавітації;
- ультразвукового випромінювання;
- резонансних явищ.

При пробої робочого проміжку, тобто на стадії яскравого спалаху, при розширенні каналу розряду створюється ударна хвиля, яка поширюється у вигляді зони стиску з крутим переднім фронтом, з тиском в зоні стиску в декілька ГПа. Швидкість поширення ударної хвилі перевищує швидкість поширення звукових хвиль. 
Зі зменшенням струму в розрядному контурі плазма в каналі охолоне і дейонізується, що при попередньому розширенні зони каналу приводить до створення порожнини зниженого тиску і до декількох циклів поширення-стиску, тобто до кавітаційних явищ.
Для дроблення гірських порід Юткін розробив електрогідравлічну дробарку (Рис. 3). Особливістю цієї дробарки для електропровідних матеріалів є відсутність контакту одного або обох електродів з матеріалом, що дробиться. При находженні між електродами провідного матеріалу розряд в робочому проміжку не відбувається, тому що він замикається через провідний матеріал. Внаслідок цього провідні матеріали при дробленні в електрогідравлічних дробарках або сильно розбавляють матеріалом-носієм (непровідником), або виключають закорочування робочого проміжку в камері матеріалом (провідником), який дробиться. 
Дробарка показала високу селективність при дробленні кімберлітів (руд, що містять алмази) і шлаків металургійного виробництва. У першому випадку досягалося повне подрібнення вміщаючих порід без пошкодження алмазів.
Широке застосування дробарок цього типу обмежене високою витратою електроенергії, малим терміном служби енергоустаткування, підвищеною небезпекою при обслуговуванні дробарок.
Водночас, метод розвивається. Електроімпульсне дроблення — це сучасна техніка подрібнення різноманітних матеріалів, мінералів, яка забезпечує необхідний ступінь подрібнення з певним гранулометричним складом продукту та має високу здатність вибіркового дроблення. Процес вважається екологічно чистим. У порівнянні з іншими методами — більш економічний.

## Зміна розмірів зерен руди за допомогою термообробки
Метод застосовується для переробки сірчаних руд з важкою збагачуваністю, коли флотацією не досягається високого вилучення сірки в концентрат і частина її втрачається зі зростками.
Для розкриття зростків їх піддають термообробці. Різна температура плавлення сірки і породи дозволяє відділити корисний компонент від вмісного мінералу (кальциту). Нагріву піддають пульпу, що містить 40-50 % твердого. Тривалість нагріву близько 30 хвилин. Температура нагріву 120—135 °C. Виплавлена сірка утворює водну емульсію. При слабому перемішуванні частинки сірки коалесціюють. Швидкість охолоджування пульпи 2 °C за хвилину. На рисунку 4 наведена комбінована схема переробки сірчаної руди за допомогою термообробки і флотації.

## Зміна форми частинок руди різної пластичності при дробленні і подрібненні
Метод застосовується для переробки шлаків металургійного виробництва. Метали, що містяться в шлаках, при дробленні у валкових дробарках набувають плоскої форми, оскільки володіють певною пластичністю. Відділення металу від мінеральних частинок здійснюється на грохотах.
Подрібнення шлаків може виконуватися у млинах. У цьому випадку для розділення застосовують тонке грохочення.

## Відцентрово-ударна дробарка
Дивись Відцентрово-ударна дробарка
Відцентрово-ударна дробарка — обладнання (різновид дробарки), призначене для дрібного дроблення рудних і нерудних матеріалів будь-якої міцності і тривкості шляхом їх удару об нерухому масивну перешкоду. Відноситься до дробарок дрібного дроблення, які приймають матеріал вихідним розміром до 180 мм. Крупність готового визначається характеристиками матеріалу (міцністю, тріщинністю) і швидкістю зіткнення шматків матеріалу (швидкістю вильоту шматків з прискорювача).